# Beacon frame

Representación que muestra cómo funciona un Beacon Frame

Beacon Frame es uno de los marcos de administración en redes inalámbricas WLAN basadas en IEEE 802.11. Los Beacon frames contienen toda la información sobre la red inalámbrica y son transmitidos periódicamente para anunciar la presencia de la red WLAN. La infraestructura con la que el Punto de Acceso (a partir de ahora AP, Access Point) envía es mediante el servicio de transmisión BBS, al menos el utilizado en la red 802.11 BSS. Esta generación de IBBS es repartida por las estaciones de puntos de acceso.
Un Beacon frame consiste de una cabecera con una dirección MAC, un cuerpo y un FCS. Algunos de los campos son el Timestamp u hora con la que las estaciones se sincronizan, el Beacon Interval o intervalo entre transmisiones, el tiempo en el que un nodo (AP o dispositivo Ad hoc, como un teléfono inteligente por ejemplo) debe enviar un Beacon es llamado TBTT, Target Beacon Transmission Time y se expresa en unidades de tiempo, por lo general de 100 TU.  
La capacidad de información es de 16bits y contiene información sobre la red inalámbrica. Las conexiones AdHoc se movilizan dentro de este marco. Además de esta información, detalla encriptaciones como:
```
   SSID
   Rangos soportados
   Frequency-hopping (FH) 
   Direct-Sequence (DS) 
   Contention-Free (CF) 
   IBSS 
   Mapa de indicación de tráfico (TIM)
```

- Datos: Q4876004